# Spółgłoska półotwarta boczna dziąsłowa welaryzowana
Spółgłoska półotwarta boczna dziąsłowa welaryzowana – rodzaj dźwięku spółgłoskowego, występującego w niektórych językach naturalnych. W Polsce podobna spółgłoska półotwarta boczna zębowa welaryzowana jest potocznie nazywana ł aktorskim, scenicznym, szlacheckim lub kresowym.
Symbolem IPA wariantu dziąsłowego tej spółgłoski jest [ɫ] (można też użyć znaku [lˠ], czyli [l] welaryzowane). Jest też powszechnie używany dla spółgłoski zębowej, ale kiedy niezbędne jest rozróżnienie, używa się [ɫ̪].

## Artykulacja
W czasie artykulacji głoski [ɫ̪]:
- modulowany jest prąd powietrza wydychanego z płuc, jest to spółgłoska płucna egresywna
- tylna część podniebienia miękkiego zamyka dostęp do jamy nosowej – jest to spółgłoska ustna
- jest to spółgłoska boczna – powietrze przepływa po bokach języka
- pod względem miejsca artykulacji jest to spółgłoska zębowa
- dodatkowo tylna część języka unosi się ku górze, co nazywamy welaryzacją

Artykulacji tej spółgłoski można nauczyć się w następujący sposób. Ułożyć przednią krawędź języka za przednimi górnymi zębami a resztę języka wnieść jak do wymowy samogłoski [u], przy takim ułożeniu starać się wymówić głoskę [l]. Alternatywnie wymawiając zębowe [l] równocześnie starać się wymówić samogłoskę [u] bez odrywania języka od zębów i zaokrąglania ust. Jeszcze inny sposób dojścia do właściwej artykulacji – przy wymowie [l] przyłóż czubek języka do zębów, a pozostałą część języka trzymaj jak najniżej.

## Przykłady
- Spółgłoska półotwarta boczna zębowa welaryzowana występowała w języku staropolskim. Współcześnie w wyniku wałczenia <ł> wymawia się najczęściej jako [w]. Proces ten zachodzi nierównomiernie. W dialektach kresowych (pod wpływem języków wschodniosłowiańskich), jak również w pewnych innych regionach, takich jak wschodnie Kujawy i Sandomierszczyzna, zachowała się dawna wymowa. Wymowa tradycyjna była także forsowana do połowy XX wieku w środowiskach, w których posługiwanie się językiem było częścią zawodu. Dzisiaj, poza aktorami starszego pokolenia, głoski tej używają Polacy mieszkający na wschodzie Polski (np. w Białymstoku[1]) oraz terenach Litwy i Białorusi. Do dziś w niektórych szkołach aktorskich uczy się tradycyjnej wymowy ł[1].

- W języku angielskim spółgłoska półotwarta boczna dziąsłowa welaryzowana występuje jako jeden z alofonów fonemu /l/ w standardowej wymowie brytyjskiej (Received Pronunciation). Przed samogłoską wymawiane jest jasne l (wysokie l). Po samogłosce wymawiane jest ciemne l (niskie l).[2][3][4] W wymowie amerykańskiej wymawiane jest w większości przypadków ciemne l.

- W języku albańskim: halla [ˈhaɫa] „pacha”
- W języku katalońskim: paral·lel [pəɾəɫˈɫɛɫ] „równoległy”
- W języku portugalskim: mil [miɫ] „tysiąc” (ale w Brazylii zamiast [ɫ] używa się [w])
- w języku rosyjskim: малый [ˈmaɫɨj] „mały”
- w języku tureckim: kızıl [kɯzɯɫ] „czerwony”